# ديانة
الديانة لغة الصدق والتدين، واسم لجميع ما يتعبد به للّه تعالى. وعند الفقهاء هي والتنزه وما بينه وبين الله تعالى. قيل إن علق الزوج طلقة واحدة بولادة ذكر وطلقتين بولادة أنثى فولدتهما ولم يدر الأول طلقت الزوجة واحدة قضاء واثنتين تنزها أي ديانة، يعني فيما بينه وبين الله تعالى. وفيه إشارة إلى أن الثلاثة عندهم بمعنى كالقضاء والحكم والشرع. وإلى أن قوله تنزها كقوله قضاء منصوب على الظرف أي في قضاء، ونظر القاضي وتصديقه وفي التنزه، ونظر المفتي وتصديقه كما في علاقة المجاز من الكشف وغيره.

وقيل إن القاضي يجب عليه الحكم بظاهر حال المكلف ويلزم بما يثبت عنده بالإقرار أو الشهادة ولا يلتفت إلى خلاف الظاهر من القرائن أو إظهار المكلف، فحكمه إلزام وحتم بحيث يجب على المحكوم امتثاله، ولا يعذر على امتناعه بل يعزر عليه. فإن كان حكمه مطابقا للواقع يؤاخذ المحكوم بتركه في الدنيا والآخرة، وإن كان مخالفا له فيؤاخذ في الدنيا إجماعا، وفي الآخرة أيضا عند الإمام الأعظم، ولهذا يسمى حكم القاضي قضاء بخلاف المفتي فإنه إنما يحكم على حسب إظهار المكلف سواء كان موافقا للظاهر أو مخالفا له، ويختار ما هو الأحوط في حقه تنزها وتورعا ويفوض أمره إلى الله تعالى. فإن كان صادقا في إظهاره يجازى على حسب إخباره، وإن كان كاذبا لا ينفعه حكم المفتي. ولهذا يسمى حكم المفتي ديانة وفيما بينه وبين الله تعالى.